# عيسوس
عَيْسُوس (الاسم العلمي: Allonyx)، جنس حشرات خنفسية من فُصيلة الزوحناوات.